# Північний цвинтар (Санкт-Петербург)
Північний цвинтар (рос. Северное кладбище) — некрополь Санкт-Петербурга, другий за величиною цвинтар міста.

## Розташування
Цвинтар знаходиться у селищі Парголове, яке є внутрішньоміським муніципальним утворенням в складі Виборзького району міста федерального значення Санкт-Петербурга.

## Історія
Північний цвинтар був заснований відповідно до указу Олександра II від 20 жовтня 1871 року. Перші поховання на цвинтарі відбулись 2 січня 1875 року.

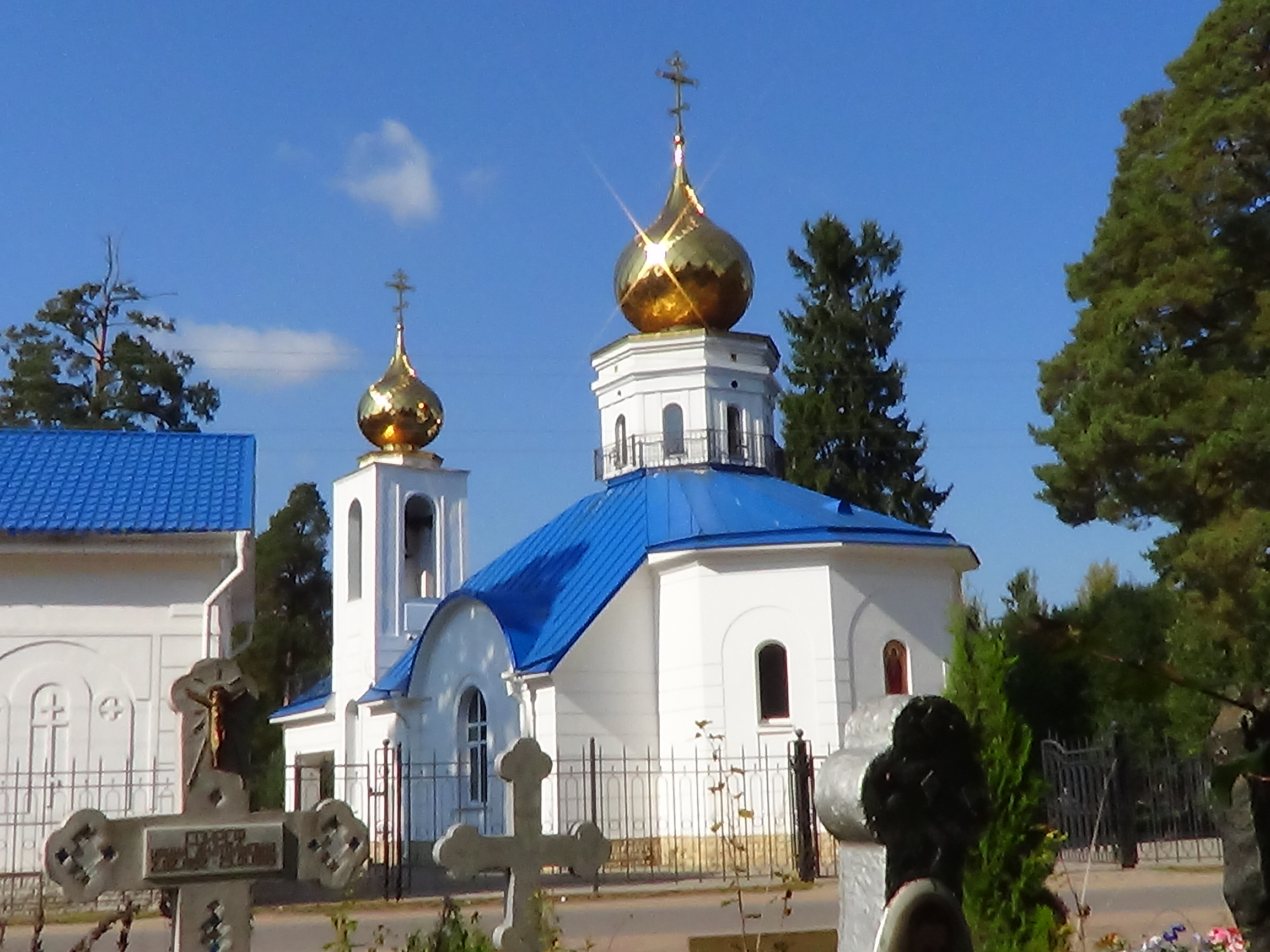
Церква Успіння Пресвятої Богородиці

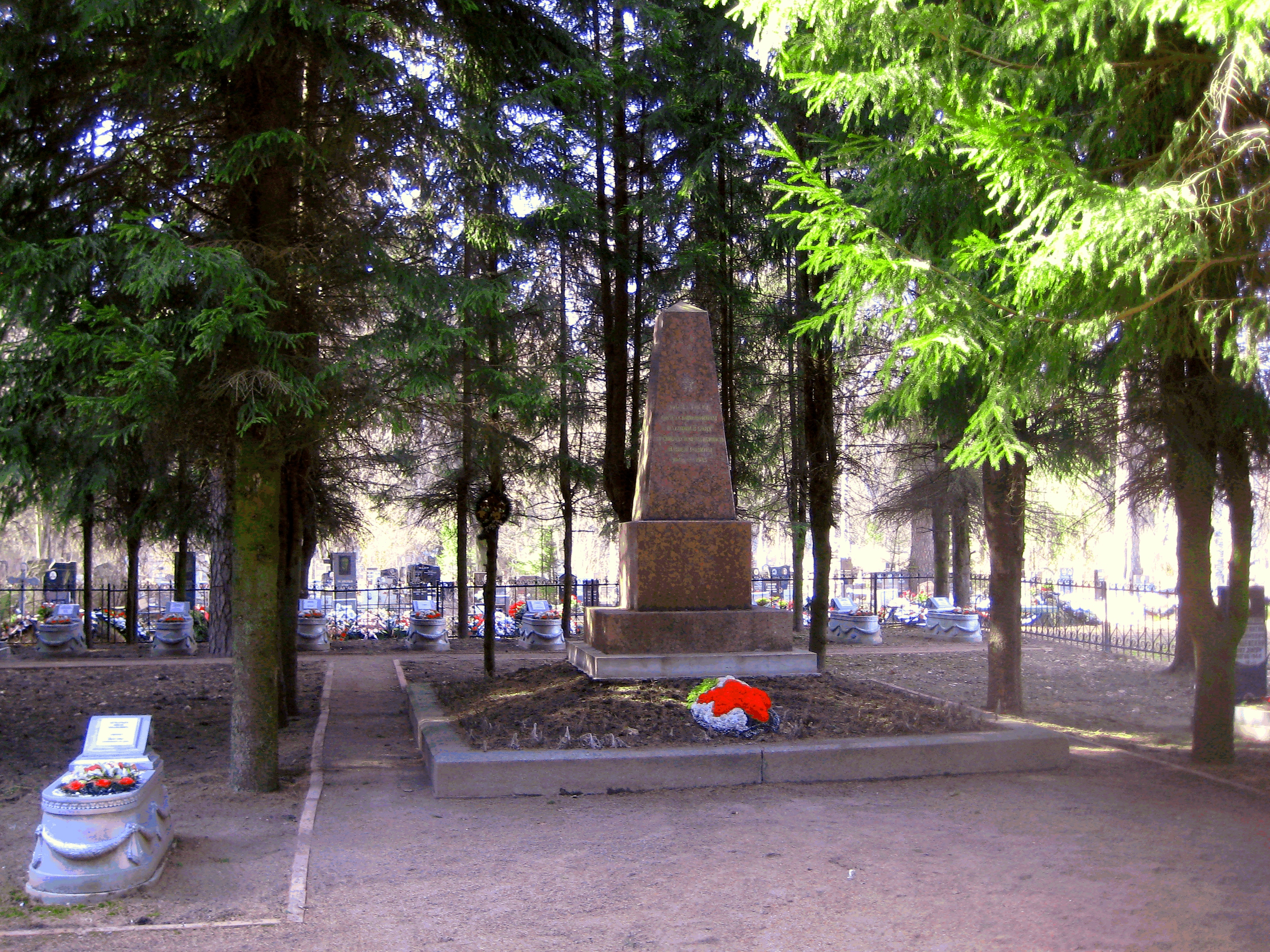
Монумент радянським воїнам

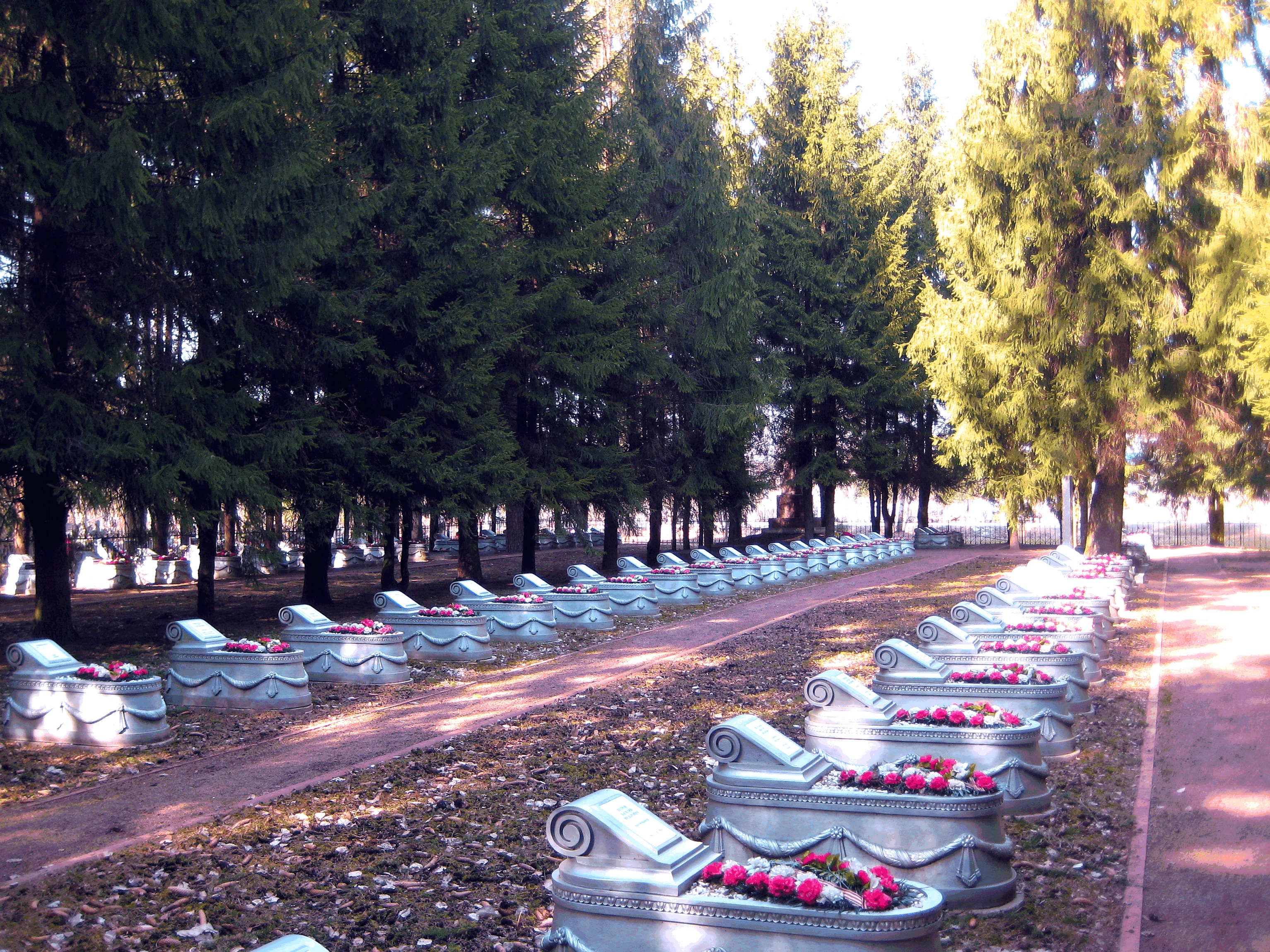
Братські могили радянських воїнів

Первісна назва — Успенський цвинтар, від церкви Успіння Пресвятої Богородиці (архітектор П. Ю. Сюзор) збудованої у 1874 році. За комуністичного режиму церкву закрили у 1934 році, а на початку 1950-х років — зруйнували. У 2008 році на території цвинтаря Церква Успіння Пресвятої Богородиці було відбудовано.

## Поховання
- Валерій Агафонов — радянський співак, виконавець романсів.
- Михайло Артамонов — радянський археолог, доктор історичних наук (1941), професор (1943).
- Петро Брацлавець[ru] — радянський науковець, творець космічного телебачення.
- Василь Верещагін — російський художник, автор історичних і жанрових картин та портретів.
- Георгій Гапон — священик Російської православної церкви українського походження.
- Сергій Гурзо — радянський актор.
- Аристид Доватур — радянський історик, антикознавець.
- Баграт Іоаннісіані — радянський конструктор астрономічних інструментів.
- Андрій Кизима — радянський військовий летун, Герой Радянського Союзу (1945).
- Віктор Корнер — радянський флотоводець, контр-адмірал. Герой Радянського Союзу (1945).
- Павло Луспекаєв — радянський актор театру та кіно. Заслужений артист РРФСР (1965).
- Любов Малиновська — радянська російська акторка. Заслужена артистка РРФСР (1980). Народна артистка Росії (2002).
- Іван Миленький — радянський військовик. Герой Радянського Союзу (1945).
- Олександр Поддавашкін — радянський військовик. Герой Радянського Союзу (1945).
- Андрій Потопольський — радянський військовик. Герой Радянського Союзу (1943).
- Володимир Пропп — російський радянський філолог-фольклорист.
- Іполит Прянишников — оперний співак.
- Микола Пучков — радянський хокеїст, воротар.
- Леонтій Раковський — російський радянський письменник.
- Степан Радченко — український діяч російського революційного руху 1890 року, член групи Бруснєва.
- Михайло Сальников — радянський танкіст. Герой Радянського Союзу (1945).
- Олександр Сизоненко — радянський баскетболіст українського походження.
- Євген Федоров — радянський військовий летун, генерал-майор, двічі Герой Радянського Союзу (1940, 1945).
- Сергій Філиппов — радянський актор. Народний артист Росії (1974).
- Андрій Чернобай — радянський військовий летун, Герой Радянського Союзу (1943).
- Олександр Щербаков — російський радянський письменник-фантаст та перекладач.
- Леонард Ячевський — російський геолог та гірничий інженер.

## Режим роботи
- травень — вересень : щодня з 9 до 19 годин
- жовтень — квітень : щодня з 9 до 17 годин
- 1 січня — вихідний